# Aoxomoxoa
Aoxomoxoa är ett musikalbum av den amerikanska rockgruppen Grateful Dead, släppt i juni 1969. 
I och med det här albumet fick gruppen större frihet från skivbolagsfolk från Warner Bros. Records som förut hade lagt sig i deras arbete. De fick också tillgång till en ny och avancerad bandspelarutrustning som lämpade sig för gruppens experimentella tongångar. Musiken är psykedelisk. Man kan höra ovanligt uppbyggda melodier i till exempel "China Cat Sunflower".

## Låtlista
Samtliga låtar är skrivna av Jerry Garcia och Robert Hunter, om inget annat anges.
1. "St. Stephen" (Jerry Garcia/Robert Hunter/Phil Lesh) - 4:25
2. "Dupree's Diamond Blues" - 3:40
3. "Rosemary" - 2:02
4. "Doin' That Rag" - 5:15
5. "Mountains of the Moon" - 4:15
6. "China Cat Sunflower" - 4:15
7. "What's Become of the Baby" - 8:30
8. "Cosmic Charlie" - 5:4

## Medverkande
- Tom Constanten - keyboards
- Jerry Garcia - gitarr, sång
- Mickey Hart - percussion, trummor
- Bill Kreutzmann - percussion, trummor
- Phil Lesh - bas, sång
- Ron "Pigpen" McKernan - orgel, sång
- Bob Weir - gitarr, sång